# Fylde
Fylde – półwysep  w Anglii, w Lancashire, w dystrykcie Fylde, Wyre i Blackpool.